# L'Âme de la ville
L'Âme de la ville est un tableau réalisé par le peintre français Marc Chagall en 1945. Cette huile sur toile représente principalement un artiste peignant une crucifixion devant un paysage urbain. Don du peintre en 1953, elle est conservée au musée national d'Art moderne, à Paris.
En considérant l'œuvre comme un autoportrait, la femme tenant un coq aux côtés de l'artiste peut être prise pour sa nouvelle compagne Virginia tandis que l'espèce de fantôme blanc ondulant à gauche agit alors comme une évocation de Bella, son épouse récemment décédée.